# Madagaskarska cibetka
Madagaskarska ili prugasta cibetka (lat. Fossa fossana), također poznata pod nazivom fanaloka, je posebna endemska vrsta cibetke koja je rasprostranjena na Madagaskaru, a pripada porodici Eupleridae.
Nekoć je malagaška cibetka bila stvrstana u subporodicu Hemigalinae, zajedno s palmskim cibetkama i u vlastitoj potporodici, Fossinae, ali u današnje vrijeme ona se svrstava u subporodicu Eupleridae. Također se klasificira kao Fossa fossa, ali ju, međutim, nije moguće svrstati s cibetkom, zbog toga što je malagaška cibetka endemska životinja koja je rasporostranjena samo na Madagaskaru, koja ima prirodoslovno ime Cryptoprocta ferox. Životinja slična malagaškoj cibetki je fanaluka, koja, kao i ona, živi na Madagaskaru, te spada u istu porodicu.
Malagaška cibetka je manji sisavac: tijelo joj je dugačko oko 47 centimetara (uključujući rep, koji je dug oko 20 cetimetara), a teška je 2,5 kilograma. Izgledom i kretanjem podsjeća na manju lisicu. Ima kratku dlaku sivkaste boje, s tamnim vodoravnim crtama koje su smještene od glave do repa, ali pruge na trbuhu nalikuju mrljama. Ova životinja uopće ne nalikuje drugim vrstama cibetke. Endemična je životinja koje je rasporostranjena isključivo u tropskim šumama u Madagaskaru.
Malagaške cibetke pare se od kolovoza do rujna, dok skotnost kod ženka traje 3 mjeseca. Mladunci se kote otvorenih očiju i dobro razvijeni, a odrasla je s oko 10 tjedana.